# Zoanthidae
Zoanthidae é uma família de cnidários antozoários da ordem Zoanthidea.

## Géneros
Seguem os gêneros da família:
- Acrozoanthus (Saville-Kent, 1893)
- Isaurus (Gray, 1828)
- Zoanthus (Lamarck, 1801)